# 核幔邊界
1. 大陆地壳
2. 海洋地殼
3. 上地幔
4. 下地幔
5. 外地核
6. 內地核

1. 莫霍不連續面
2. 核-幔邊界
3. 外地核-內地核邊界

核幔邊界（古氏不連續面）是地核與地函的交界。

地球內部結構示意圖。

1914年，德國地球物理學家賓諾·古登堡（Beno Gutenberg）發現地下2885千米處地震波的傳播速度有明顯變化，其中縱波的速度明顯下降，橫波完全消失。後來證實這裡是地核與地幔的分界層。

## 相關
- 莫氏不連續面 - 地殼與地幔的分界
- 雷氏不連續面 - 地核內P波和S波速度突然增加的區域，部分文獻用來稱呼地核的內核與外核交界。
- 康拉德不連續面 - 大陸地殼內上層矽鋁層和下層矽鎂層分界。

1. ↑  Lekic, V.; Cottaar, S.; Dziewonski, A. & Romanowicz, B. . Earth and Planetary Science Letters. 2012,. 357-358 (1–3): 68–77. Bibcode:2012E&PSL.357...68L. doi:10.1016/j.epsl.2012.09.014.